# جائزة الإيمي برايم تايم لأفضل ممثل مساعد في مسلسل درامي
هذه قائمة بالفائزين والمرشحين لجائزة الإيمي برايم تايم لأفضل ممثل مساعد في مسلسل درامي (بالإنجليزية: Primetime Emmy Award for Outstanding Supporting Actor in a Drama Series)‏. في مراسم جوائز الإيمي برايم تايم المبكرة، لم تكن الفئات الداعمة دائمًا من النوع، أو حتى الجنس. بدءًا من حفل توزيع جوائز الإيمي برايم تايم الثاني والعشرين، تنافس الممثلين المساعدين في الدراما بمفردهم. ومع ذلك، غالبًا ما تضمنت هذه الأداءات الدرامية ممثلين من المسلسلات القصيرة، والأفلام التليفزيونية، وفناني الأداء الضيوف الذين يتنافسون ضد الممثلين الرئيسيين. يتم تمييز هذه الحالات أدناه:
- # – يشير إلى الأداء في مسلسل قصير أو فيلم تلفزيوني، قبل إنشاء فئة خاصه به.
- § – يشير إلى الأداء كضيف، قبل إنشاء فئة خاصه به.

فوكس هي الوحيدة من بين أكبر أربع شبكات لم تفز بهذه الفئة، بترشيح واحد فقط.